# Schwangerschaftsvorsorge
Die sogenannte Schwangerschaftsvorsorge – besser Schwangerschaftsbetreuung, um nicht mit Schwangerschaftsverhütung verwechselt zu werden – enthält die Gesundheitsfürsorge, Beratungen und Untersuchungen vor und während der Schwangerschaft durch Gynäkologen oder Hebammen. In der DDR wurde sie Schwangerenbetreuung genannt.

## Vor einer Schwangerschaft
Hierzu zählen die Erfassung von medizinischen Risiken in der eigenen und familiären Krankengeschichte der Schwangeren, ihres Allgemeinzustandes und der Medikamenteneinnahme. Nach der Bestimmung des Rötelntiters kann eventuell vor der Schwangerschaft eine Impfung durchgeführt werden, da eine Infektion während der Schwangerschaft (Rötelnembryofetopathie) zu Fehlbildungen führen kann.

## Während einer Schwangerschaft
In Deutschland hat jede werdende Mutter einen Anspruch auf Betreuung durch eine Hebamme oder einen Arzt während der Schwangerschaft, bei der Geburt und einige Wochen nach der Geburt.
In Deutschland hat die werdende Mutter gemäß § 7 Abs. 1 Mutterschutzgesetz (MuSchG) Anspruch auf die bezahlte (§ 23 Abs. 1 MuSchG) Freistellung von der Arbeit für Untersuchungen bei Schwangerschaft und Mutterschaft.
Empfohlen sind, bei komplikationsloser Schwangerschaft, zunächst Besuche in einem Abstand von vier Wochen nach Bekanntwerden der Schwangerschaft, ab der 32. Schwangerschaftswoche in einem Abstand von zwei Wochen und bei Überschreitung des Geburtstermins schließlich alle zwei Tage.
Bestandteil jeden Vorsorgetermins sind eine Blutdruckmessung und Urin-Untersuchung auf Proteine und Glucose. Außerdem wird das aktuelle Körpergewicht der Mutter aufgenommen.
Zu Beginn der Schwangerschaft wird in der Regel die Blutgruppe und der Rhesusfaktor festgestellt sowie serologische Untersuchungen auf Lues und bei Ungeimpften bzw. unbekanntem Impfstatus eine Bestimmung des Röteln-Titers durchgeführt. Bei begründetem Verdacht kann auch ein bestehender Schutz vor einer Toxoplasmose-Erkrankung (z. B. bei Umgang mit Katzen) sowie ein HIV-Test durchgeführt werden. Der Urin wird auf eine mögliche ChlamydienInfektion getestet.
Abhängig von der Schwangerschaftswoche wird das Blut auf seinen Hämoglobinanteil untersucht, der Gebärmutterstand kontrolliert, die Lage des Kindes ertastet oder sonografisch erfasst. Es wird das Blut der Mutter auf eine mögliche Rhesusantikörper untersucht, die sie gegenüber dem Kind aufgebaut haben könnte.
Frühestens nach der 32. Schwangerschaftswoche, möglichst nah am Geburtstermin, erfolgt die Untersuchung auf Hepatitis B.
Bei einer regulär verlaufenden Schwangerschaft werden in Deutschland drei Ultraschall-Untersuchungen (in den SSW 9–12, 19–22 und 29–32) empfohlen und als Standardleistung von den Krankenkassen getragen; zusätzliche nur, wenn Anlass zur Sorge besteht. Ultraschalluntersuchungen, für die keine medizinische Indikation besteht (umgangssprachlich: "Babyfernsehen"), verbietet seit dem 1. Januar 2021 §10 der Verordnung zur weiteren Modernisierung des Strahlenschutzrechts.
Um einen eventuellen Schwangerschaftsdiabetes frühzeitig zu erkennen, soll gegen Ende des 2. / Anfang des 3. Trimenons ein Glukose-Test durchgeführt werden. Da durch die Schwangerschaft das Zahnfleisch beeinträchtigt werden kann, ist ein Zahnarztbesuch zwischen der 17. und 20. SSW empfehlenswert.
Gegen Ende der Schwangerschaft kann Bauchdeckenspannung aufgrund von Wehentätigkeit palpatorisch oder mithilfe von CTG-Untersuchungen analysiert und interpretiert werden.
Die Herzfrequenz des Ungeborenen soll während der Schwangerschaft (ab ca. der 24. SSW) sowie während der Geburt mittels eines Hörrohrs oder Doptons auskultiert (ausgezählt) werden. Bei Auffälligkeiten oder nicht gewährleisteter eins-zu-eins-Betreuung unter Geburt werden sie per CTG überwacht. Da bei einem CTG die Herztöne des Kindes visuell dargestellt werden, kann anschließend eine differenzierte Auswertung der Messwerte in Zusammenhang mit der jeweiligen Situation von Mutter und Kind stattfinden, was bei einer Auskultation nur über die akustische Interpretation möglich und somit schwieriger ist. Die Auswertung gibt der Hebamme, dem Arzt oder der Ärztin ein Hinweis über die Situation des Fötus.
Um die 36. SSW herum wird Schwangeren ein Test auf Beta-hämolysierende Streptokokken der Gruppe B angeboten. Dabei handelt es sich um einen Erreger, der bei der Geburt auf das Kind übergreifen kann und zum Amnioninfektionssyndrom bzw. einer Neugeboreneninfektion und -Sepsis führen kann. Für die Untersuchung (Prävention) wird ein vaginaler Abstrich genommen. Bei einem positiven oder unbekannten Befund bei bestehenden Risikofaktoren wird unter Geburt ein Antibiotikum verabreicht.
Alle Befunde werden in den Mutterpass (oder Mutter-Kind-Pass in Österreich) eingetragen.